# Città libera di Lubecca
La Città Libera e Anseatica di Lubecca (in tedesco: Freie und Hansestadt Lübeck) fu uno stato dell'area della Germania dal 1226 al 1937. La capitale era a Lubecca.

## Storia

### Città Libera dell'Impero e membro della Lega Anseatica
Nel 1226 l'imperatore Federico II dichiarò che alla città di Lubecca era riconosciuto il titolo di Città libera dell'Impero. Nel XIV secolo Lubecca divenne la "Regina della Lega Anseatica", distinguendosi per essere la più grande e la più potente delle città che componevano questa organizzazione commerciale medioevale.
Nel 1359 Lubecca acquisì il territorio della signoria di Mölln dall'indebitato duca Alberto V di Sassonia-Bergedorf-Mölln, appartenente ad un ramo dei Sassonia-Lauenburg. La città e il duca (con il consenso del fratello di quest'ultimo, il duca Eric) stipularono il prezzo di 9737,50 talleri di Lubecca, stabilendo ad ogni modo un diritto privilegiato di riscatto per il duca ed i suoi eredi. Lubecca considerò questa acquisizione come cruciale; dal momento che Mölln era un punto importante per i commerci (specialmente del sale) tra il Brunswick e Lüneburg e poi verso la Scandinavia.
Nel 1370 Lubecca inoltre acquistò la signoria di Bergedorf, la Vierlande, metà della foresta della Sassonia e Geesthacht dal duca Eric III, che era succeduto nel frattempo al fratello Alberto V. Questa acquisizione includeva anche gran parte delle vie essenziali al commercio tra Amburgo e Lubecca.
Lubecca ed Eric III inoltre stipularono che la città avrebbe mantenuto il controllo di tutte queste aree sino a quando gli eredi del duca non sarebbero stati in grado di pagare il debito accumulato, che corrispondeva a 26.000 talleri.
Nel 1401 Eric III morì senza eredi e venne succeduto dal suo cugino di secondo grado Eric IV di Sassonia-Ratzeburg-Lauenburg. In quello stesso anno Eric IV, supportato dai suoi figli Eric e Giovanni, catturò con la forza le aree concesse in pegno, senza alcun pagamento alla città di Lubecca, la quale accondiscese con uno strappo alla regola.
Nel 1420 Eric V attaccò il principe-elettore Federico I di Brandeburgo e Lubecca ottenne, assieme alla città di Amburgo, di aiutare quest'ultimo contro l'invasore. Le armate di Lubecca aprirono un secondo fronte di guerra per riprendere la città di Bergedorf, il castello di Riepenburg e le terre del fiume Essling. Questo forzò Eric V a convenire alla pace di Perleberg il 23 agosto 1420, con la quale tutte le terre che egli e i suoi figli avevano conquistato con la forza vennero restituite alla città di Lubecca.
Altri conflitti per i privilegi di commercio misero in contrasto Lubecca e la Lega Anseatica contro la Danimarca, scontri che videro in un primo momento il predominio della città anseatica, che poi dovette cedere di fronte al crescente potere danese. Lubecca aderì anche alla Lega di Smalcalda, ma ormai il suo potere era in declino e decise di rimanere neutrale nel corso della Guerra dei Trent'anni, anche se le devastazioni dei paesi circostanti e il peggioramento della loro attività commerciale fecero sì che la Lega Anseatica e con essa Lubecca tracollassero, perdendo importanza. Con lo scioglimento della Lega Anseatica nel 1669, Lubecca rimase un porto del mar Baltico di discreta importanza.

### La piena sovranità nel 1806
Lubecca rimase una Libera Città Imperiale sino alla mediatizzazione della Germania nel 1803 e divenne uno stato sovrano dopo la fine del Sacro Romano Impero nel 1806. Durante la guerra della quarta coalizione antifrancese contro Napoleone Bonaparte, le truppe del generale Bernadotte occuparono Lubecca, che si era dichiarata neutrale, dopo una battaglia sostenuta con il maresciallo prussiano Blücher il 6 novembre 1806.

### La prima annessione

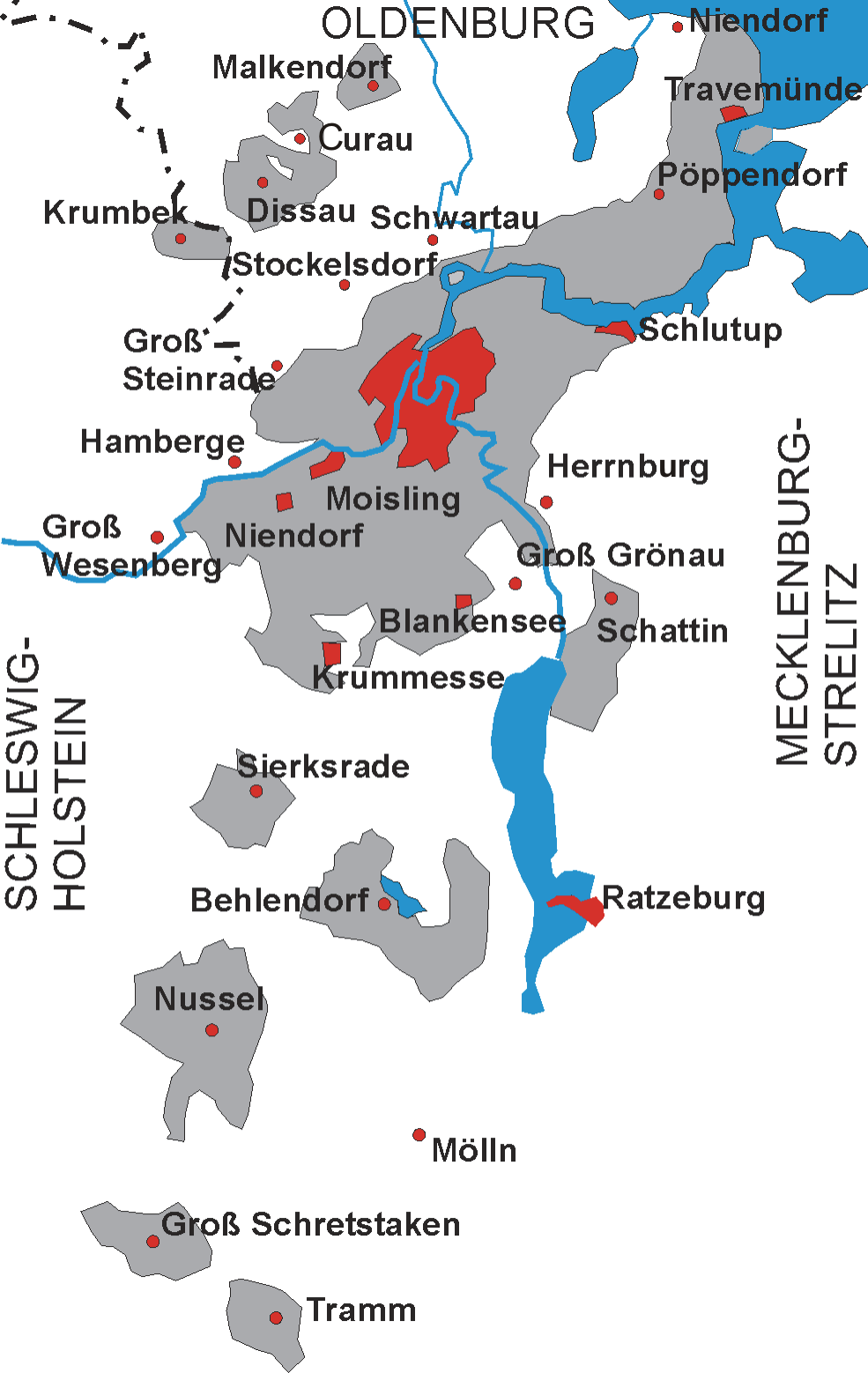
I territori della Libera Città di Lubecca nel 1815

Con il "blocco continentale" dell'era napoleonica, il commercio era in calo anche nell'Europa settentrionale e dal 1811 al 1813 formalmente Lubecca venne annessa come parte del Primo Impero francese.

### Ristabilimento della sovranità di stato nel 1813
Lubecca riuscì a riassumere il pieno controllo della propria area nel 1813. Il Congresso di Vienna del 1815 confermò l'indipendenza della città di Lubecca e la rese uno dei 39 stati della Confederazione Germanica. Lubecca divenne parte della Confederazione Tedesca del Nord nel 1867. Negli anni successivi Lubecca vendette Bergedorf alla Città libera di Amburgo. Nel 1871 Lubecca divenne un componente autonomo dell'Impero tedesco. Questo status si indebolì durante la Repubblica di Weimar. Nel 1933  nel corso del Gleichschaltung, il senato ed il parlamento (Bürgerschaft) vennero aboliti dal partito nazista  anche se lo stato non venne mai abolito.

### La seconda ed ultima annessione
Nel 1937 venne approvato il Grande atto di Amburgo, con il quale la città di Amburgo venne espansa a comprendere villaggi e città che erano appartenuti alle province di Prussia e Schleswig-Holstein. Per compensare la Prussia delle sue perdite (e perché Hitler aveva un personale spregio per Lubecca, in quanto nel 1932 essa si era rifiutata di appoggiarlo), l'antico stato di Lubecca venne incorporato nel territorio dello Schleswig-Holstein.
Lubecca venne occupata dall'esercito alleato britannico negli ultimi giorni della Seconda guerra mondiale. L'armata sovietica, successivamente, occupò il territorio a est della città, secondo un accordo con le forze alleate. La Prussia venne dissolta e la ex città-stato di Lubecca continuò a far parte dello Schleswig-Holstein, mentre alle città-stato di Amburgo e Brema vennero restituiti i poteri precedenti.